# Ян-Петер Тевес
Ян-Петер Тевес (нім. Jan-Peter Tewes, 26 листопада 1968) — німецький хокеїст на траві.
Олімпійський чемпіон 1992 року, учасник 1996 року.
Бронзовий призер Чемпіонату світу 1998 року.
Переможець Трофею чемпіонів 1992, 1995, 1997 років, срібний призер 1994 року, бронзовий призер 1996 року.